# Avantatge competitiu
Un avantatge competitiu és una característica diferencial d'una empresa que li permet sostenir els beneficis a llarg termini. Aquests atributs poden incloure l'accés a recursos naturals o la disposició de capital humà qualificat. Michael Porter defineix dos tipus d'avantatges competitius que una organització pot aconseguir respecte als seus competidors: costos més baixos o diferenciació del producte. Aquest última avantatge prové dels atributs que permeten una organització superar els seus competidors, com és a través de la posició en el mercat, mitjançant unes característiques particulars, per exemple ser més vanguardistes en el seu disseny, en donar-li  un enfocament de ventes més atractiu o tirar endavant amb els recursos disponibles.

## Tipus d'avantatges competitius

### Eficiència dels costos de producció
L'objectiu d'aquesta estratègia és oferir un producte o servei per sota del cost global de la resta de competidors de la mateixa industria. La dificultat d'aquest avantatge és que l'empresa aconsegueixi mantenir el ritme de beneficis amb el pas del temps. El gestor d'inversions Pat Dorsey destaca la diferència entre aconseguir un avantatge competitiu a partir d'una reducció de costos en els processos de producció, com fan les aerolínies EasyJet, que és fàcil de replicar i la disminució dels costos de producció mitjançant economies d'escala, més díficils de copiar.
Innovació constant.
D'acord amb Porter les nacions han de ser capaces de crear innovacions per poder treure al mercat i competir amb les altres industries. Aquesta capacitat ha de constar de 4 tributs d'una nació.
1.)Condicions de factors: D'acord amb aquest primer Index els països exportaran allò que tinguin amb més abundancia. El flux de comerç es veurà condicionat per el treball, els recursos naturals, capital i infraestructura.
2.)Condicions de demanda: La demanda local fa referència a la quantitat de productes o serveis que les persones d'una àrea específica volen comprar. Aquesta demanda repercuteix com les empreses veuen i entenen què necessiten els seus clients. Si la demanda és elevada, les empreses poden decidir oferir més productes o millorar la seva qualitat per tenir més compradors.
3.)Condicions de industries relacionades i de suport: Tenir proveïdors locals que son competitius a nivel internacional beneficia a les empreses compradores de diverses formes, perqué aquests proveïdors aporten recursos, coneixements i capacitats que milloren el desenvolupament de les industries que els utilitzen.
4.)Estrategia de la empresa estructura i rivalitat: Porter indica que la competitivitat d'una indústria particular es deu a la combinació de com es gestionen les empreses i com estan organitzades, cosa que es veu influenciat per l'entorn del país. També esmenta que les empreses obtenen avantatges competitius a partir d'aquestes característiques.
En altres paraules, com les empreses treballen i s'estructuren, juntament amb les condicions del país on operen, juguen un paper important en la seva capacitat per competir de manera efectiva al mercat.

### Actius intangibles
Patents, llicències, drets d'autor són actius intangibles que donen a l'empresa propietaria un estatus de monopoli sobre el servei o el producte. Això, alhora, els permet seleccionar el preu, per sobre del cost d'equilibri del mercat.